# Luxottica
A Luxottica Group (NYSE: LUX) é uma empresa italiana fabricante, distribuidora e varejista de óculos. É a maior empresa fabricante de óculos do mundo e foi fundada em 1961, por Leonardo Del Vecchio.
A Luxottica tem um largo histórico em licenciamento de marcas de luxo, como Jean Monnier, Bulgari, Chanel, Dolce & Gabbana, Armani, Giorgio Armani, Miu-Miu, Valentino, Tiffany & Co., Michael Kors, Prada, Versace e Vogue Eyewear. Além de deter o controle acionário de outras marcas como Ray-Ban, Sunglass Hut, Oakley e Óticas Carol.
Em 16 de Janeiro de 2017, anunciou uma fusão com a Essilor, a companhia resultante da fusão EssilorLuxottica se tornou a maior produtora de óculos e lentes de contato do mundo, com receitas superiores a € 15 bilhões e mais de 140.000 funcionários.

## História
Em 1961, Leonardo Del Vecchio um ex-metalúrgico, começou uma pequena fundição que fazia armaduras para óculos na região de Agordo, norte de Vêneto, na Itália.
Em 1990, se tornou a primeira empresa italiana a ser listada na NYSE e em uma bolsa de valores dos Estados Unidos, retirando suas ações e concentrando todos os negócios apenas em 2017 na Borsa Italiana.
Em 2017 anunciou uma fusão com a Essilor, a companhia resultante da fusão EssilorLuxottica se tornou a maior produtora de óculos e lentes de contato do mundo, alterando sua sede para Paris e negociando suas ações na Euronext Paris. As receitas da nova empresa foram para mais de € 15 bilhões e o valor de mercado na época da fusão era de € 46 bilhões de euros, além de empregar mais de 140.000 funcionários. A fusão entre as duas empresas foi analisada e aprovada aprovada pelos órgãos antitruste da União Europeia em Setembro de 2017 e pela US Federal Trade Commission (FTC) em Março de 2018. No Brasil, a fusão foi aprovada pelo CADE em fevereiro de 2018.

## Marcas próprias
- Alain Mikli
- Armani Exchange
- Arnette
- Brooks Brothers
- Burberry
- Bvlgari
- Chanel
- Coach
- DKNY
- Dolce & Gabbana
- Emporio Armani
- Giorgio Armani
- Michael Kors
- Miu Miu
- Oakley
- Oliver Peoples
- Paul Smith
- Persol
- Polo Ralph Lauren
- Prada Eyewear
- Raulph Lauren
- Ray-Ban
- Scuderia Ferrari
- Starck
- Tiffany & CO
- Tory Burch
- Valentino
- Versace
- Vogue Eyewear

## Críticas
A Luxottica têm sido acusada de exercer monopólio sobre a indústria varejista de óculos no mundo, exercendo preços altos e desleais sobre suas marcas mais famosas, como Ray-Ban, Oakley, entre outras.